# Rattaui
| D21 · D36 | i | i | N5 · t · N16 · N16 |

| D21 · D36 | i | i | N5 · t · N16 · N16 |

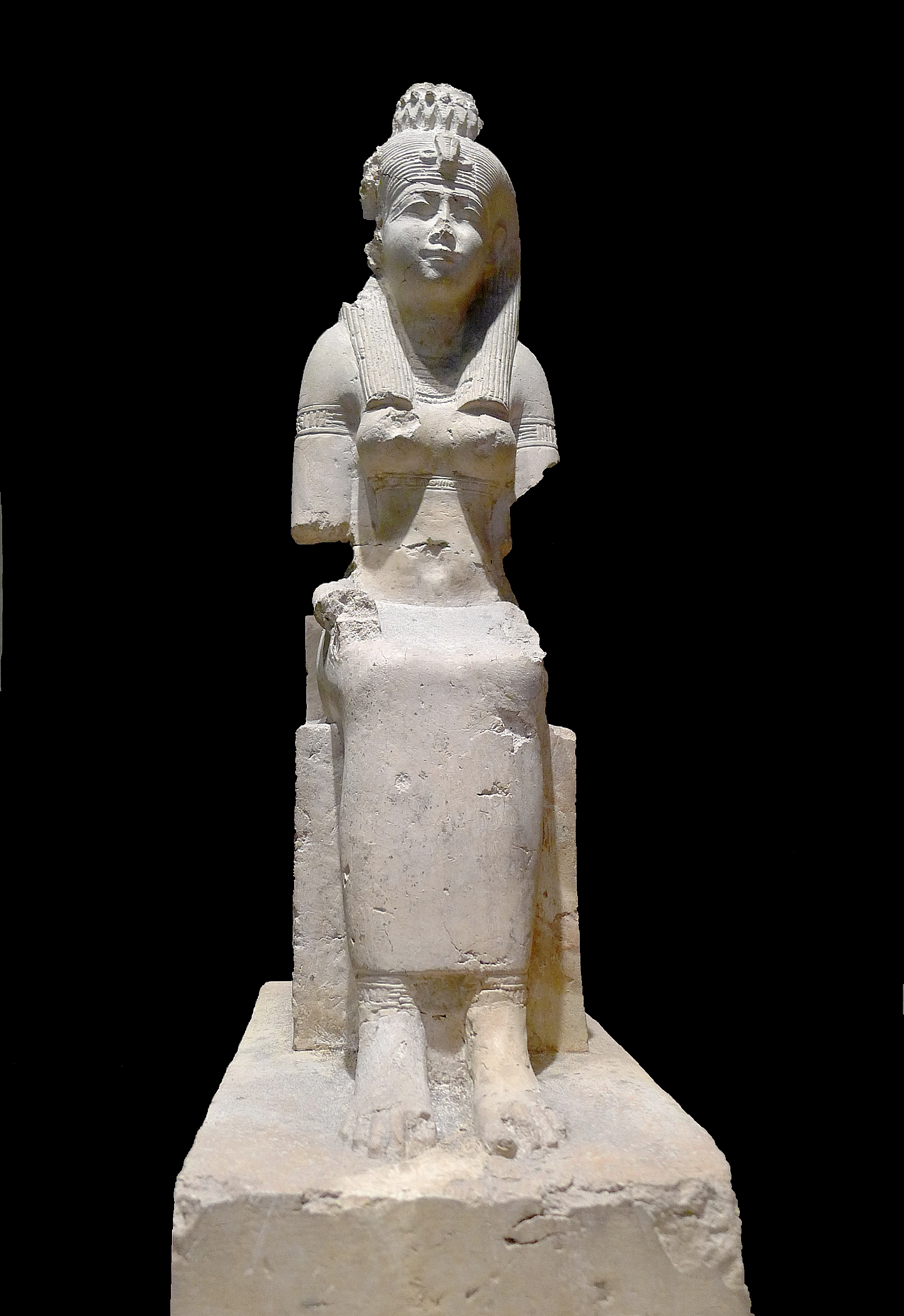
Rattaui, esposa de Montu en Medamud. (Museo del Louvre.

Rattaui, Rat-Taui, Raet, Raiyet o Raettaui es una antigua diosa solar egipcia, el aspecto femenino del dios Ra. Su nombre sencillo es, simplemente, la forma femenina del nombre de Ra (Raet). Su nombre largo "Raet-Taui" significa "Raet de las Dos Tierras" (Alto y Bajo Egipto). Es más conocida como esposa del dios Montu.

## Orígenes
Está atestiguada desde la Dinastía V, donde Raet hubiera sido la compañera de Ra desde el principio. A pesar de que fue llamada "La que reside en Tebas", "Señora del cielo y los dioses", nunca alcanzó la importancia de Hathor, que también fue considerada esposa de Ra (o, en otros mitos, su hija).

## Culto
Rattaui fue también considerada esposa de Montu, y formó una tríada con él y Harpócrates en Karnak y Medamud. 
Las fiestas en su honor tenían lugar en el cuarto mes de la estación de la Cosecha (Shemu). Sus centros de culto estuvieron en Medamud, El-Tod y Tebas. En Armant solía estar representada al lado de Iunit, también considerada esposa de Montu.
Se han encontrado fragmentos de un manual del Período Romano en demótico con himnos a Rattaui.

## Iconografía
Su representación es escasa. Es mostrada como una mujer que lleva atributos propios de Hathor, con cuernos vacunos que mantienen un disco solar y un ureo en su frente. A veces, se adorna con dos plumas.